# Lola (pel·lícula de 1961)
Lola és una pel·lícula dramàtica francoitaliana de 1961 dirigida per Jacques Demy, la seva òpera preval, que va ser ideada com un homenatge al director Max Ophüls, descrita per Demy com un «musical sense música». Anouk Aimée va protagonitzar el paper principal. La pel·lícula va ser restaurada i rellançada per la vídua de Demy, la cineasta francesa Agnès Varda.
Lola és la primera pel·lícula d'una trilogia, continuada en 1964 amb Els paraigües de Cherbourg i conclosa en 1969 amb Model Shop. Els noms de la pel·lícula i el personatge principal es van inspirar en la pel·lícula Der blaue Engel de Josef von Sternberg de 1930, en la qual Marlene Dietrich va interpretar a una artista burlesque anomenada Lola Lola.

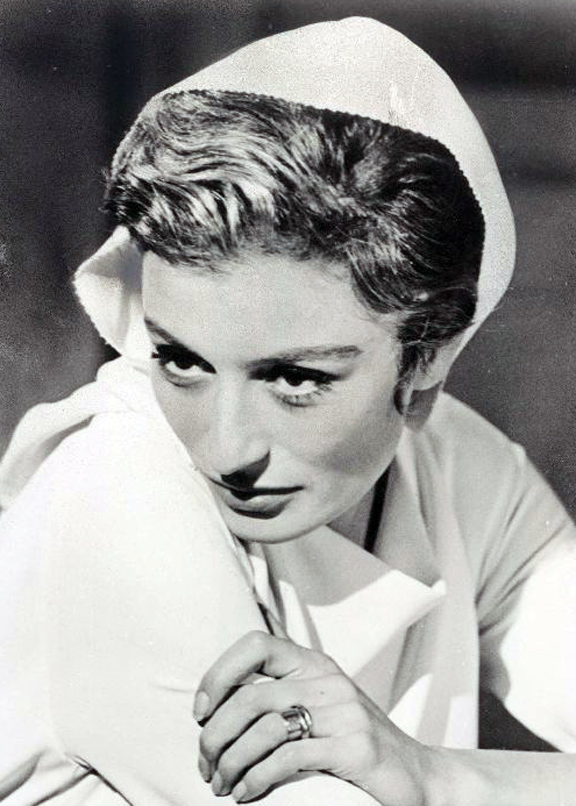
Anouk Aimee és Lola

## Argument
Lola té lloc a la ciutat costanera atlàntica de Nantes, França. Un jove, Roland Cassard, malgasta la seva vida fins que té una trobada casual amb Lola, una dona que va conèixer quan era adolescent abans de la Segona Guerra Mundial, que ara és ballarina de cabaret. Encara que Roland està bastant enamorat d'ella, Lola està preocupada pel seu antic amant Michel, qui la va abandonar després d'embarassar-la set anys abans. També competeix pel cor de Lola el mariner estatunidenc Frankie, l'afecte del qual Lola no retorna.
Lluitant per aconseguir treball, Roland s'involucra en un complot de contraban de diamants amb un barber local. Cécile, una nena de 13 anys, es creua amb Roland; en molts sentits li recorda a Lola, el veritable nom dels quals també és Cécile. Al final, Michel torna a Nantes, aparentment amb molt d'èxit i amb l'esperança de casar-se amb Lola, just quan ella es va a Marsella a buscar un altre treball. Al final, es va amb Michel, com sempre va dir que faria.

## Repartiment
- Anouk Aimée com Lola/Cécile;
- Marc Michel com Roland Cassard;
- Alan Scott com Frankie;
- Elina Labourdette com la senyora Desnoyers;
- Annie Duperoux com Cécile Desnoyers;
- Jacques Harden com Michel;
- Margo Lion com Jeanne, la mare de Michel;
- Catherine Lutz com Claire, la gerent del bar;
- Corinne Marchand com Daisy;
- Yvette Anziani com la senyora Frédérique;
- Dorothée Blank com Dolly;
- Isabelle Lunghini com Nelly;
- Annick Noël com Ellen;
- Anne Zamire com Maggie;
- Ginette Valton com la gerent del saló de bellesa;
- Carlo Nell com el professor de ball.

## Banda sonora
La banda sonora va ser composta per Michel Legrand. Compta amb una cançó original, «Lola», escrita per Agnès Varda, i interpretada per Jacqueline Danno en postsincronització.
La banda sonora també conté extractes de la cançó «Moi j’étais pour ela doble» (escrita per Pierre Delanoë i interpretada per Marguerite Monnot), la Simfonia núm. 7 de Beethoven, El clavecí ben temprat de Bach, el concert per a flauta en re major de Mozart, Invitació a la dansa de Weber, i els primers compassos del tema «La Maison Tellier» (part de la pel·lícula Le Plaisir de Max Ophüls).

## Recepció de la crítica
Lola va rebre crítiques moderades dels professionals. Jonathan Rosenbaum, del Chicago Reader, va escriure que estava «entre les principals obres més oblidades de la Nouvelle vague» i «en certa manera, la més característica [de Demy]».
Travis Hooper de Film Freak Central li va atorgar 3,5 de 4 estrelles i va afirmar que creia que «no té el rigor intel·lectual d'aquestes altres pel·lícules». Va continuar escrivint que «és més fort en el sentiment, mostrant que necessitem més que la confirmació del pitjor si tenim la intenció de sobreviure intactes a les nostres vides.»
Not Just Movies li va donar a Lola una qualificació A, principalment pel «estil New Wave-cum-clàssic» de Demy, que «crea un món autònom que dona una boirina suaument il·luminada a la realitat a mesura que els personatges s'apunten constantment entre si i fallen, a vegades passant a escassos centímetres un de l'altre abans de continuar o canviar de rumb.»
Wong Kar-wai cva citar a Lola com una influència principal en la seva pel·lícula Chungking Express, en inspirar la segona meitat d'aquesta pel·lícula.

## Premis i nominacions
- BAFTA de 1963 – Nominada a la millor pel·lícula de qualsevol font i a la millor actriu estrangera per Anouk Aimée
- New York Film Critics Circle Awards del 2001: va guanyar el premi especial (també per la reestrena de la segona pel·lícula de Demy La badia dels àngels)

## Restauració
El negatiu de la pel·lícula original es va cremar. El 2012, Agnès i Rosalie Varda, a través de la seva productora Ciné-Tamaris, van llançar una còpia nova i digitalitzada de Lola d'un internegatiu trobat al British Film Institute el 1999.